# Kraftwerk Tušimice
Das Kraftwerk Tušimice (tschechisch Elektrárny Tušimice) ist ein Braunkohlekraftwerk mit einer installierten Leistung von 800 MW. Es ist in der Region Ústecký kraj, Tschechien, das ca. 5 km östlich der Stadt Kadaň gelegen ist. Ungefähr 2 km südlich des Kraftwerks befindet sich der Stausee Nechranice.
Das Kraftwerk ging 1974 in Betrieb und wird von ČEZ betrieben.

## Kraftwerksblöcke
Das Kraftwerk besteht aus 4 Blöcken, die von 1974 bis 1975 in Betrieb gingen.:
| Block | Max. Leistung (MW) | Betriebsbeginn | Turbine | Generator | Dampfkessel |
| ----- | ------------------ | -------------- | ------- | --------- | ----------- |
| 1     | 200                | 1974           | Škoda   | Škoda     | VZKG        |
| 2     | 200                | 1974           | Škoda   | Škoda     | VZKG        |
| 3     | 200                | 1975           | Škoda   | Škoda     | VZKG        |
| 4     | 200                | 1975           | Škoda   | Škoda     | VZKG        |

## AKW-Pläne
Im Jänner 2025 wurde von der tschechischen Regierung eine Umweltverträglichkeitsprüfung und vorab ein Scoping-Verfahren für die Errichtung von bis zu 6 Atomreaktoren anstelle des bestehenden Kraftwerkes eingeleitet. Aus den dazu veröffentlichten Unterlagen "NEUES SMR KERNKRAFTWERK AM STANDORT TUŠIMICE" geht hervor, dass entgegen dem Wortlaut des Titels 3 der 4 in der Auswahl liegenden Modelle über der Leistungsgrenze von 300 MWe liegen, welche die IAEA für SMRs zieht. So soll der Reaktor von Rolls-Royce SMR 498 MWe leisten, für das AKW-Modell von Westinghouse werden 330 MWe, das von EDF 340 MWe angegeben.